# Brando (película)
Brando es una película de documental y biografía de 2007, dirigida por Leslie Greif y Mimi Freedman, escrita por esta última, musicalizada por Andrea Morricone, en la fotografía estuvo Randy Krehbiel y los protagonistas son Marlon Brando, Edward R. Murrow y Janet Aemisegger, entre otros. El filme fue realizado por The Greif Company y  Thinkfactory Media, se estrenó el 1 de mayo de 2007.

## Sinopsis
En este largometraje se dan a conocer acontecimientos de la vida del actor Marlon Brando, la herencia artística que dejó y de qué manera transformó la actuación.